# Haerent Animo
Haerent Animo (in italiano: "scolpite nella mente") è un'esortazione apostolica di Pio X indirizzata al clero cattolico e pubblicata il 4 agosto 1908.

## Contenuti
«Abbiamo scolpite nella mente e ci riempiono di salutare timore le parole dell'Apostolo agli Ebrei (13,17) che, inculcando loro il dovere dell'ubbidienza verso i superiori, affermava con tutta la sua autorità: "Essi vegliano come responsabili che dovranno render conto delle anime vostre".» 
Così inizia questa esortazione, che è un forte richiamo perché la prima preoccupazione dei sacerdoti sia rivolta a diventare santi. La santificazione personale è vista come la premessa indispensabile per l'azione apostolica. Da qui una particolare insistenza sulle pratiche di pietà, la meditazione e i ritiri spirituali: le virtù  «passive» sono più importanti di quelle «attive ». Grande è stato l'influsso di questo documento, almeno fino agli anni immediatamente precedenti il Concilio Vaticano II: gli educatori dei seminari vi facevano continuamente ricorso per la formazione dei nuovi sacerdoti.

## Argomenti
I. MOTIVI E INTENTI
1. Scopo dell'esortazione – L'avvenire della Chiesa dipende dalla qualità degli Ecclesiastici
2. Stimolo ai ferventi ed ai meno ferventi

II. LA SANTITÀ DEL SACERDOTE
1. La santità, dote prima della vita sacerdotale – L'esempio deve precedere la parola

III. LA SANTITÀ DEI SACRI UFFICI
1. L'altezza della vocazione e i Sacri Uffici per se medesimi esigono la santità
2. Due splendidi moniti di san Giovanni Crisostomo e di san Carlo Borromeo

IV. AVVERTIMENTI DELLA CHIESA
1. Avvertimenti della Chiesa nel conferire gli Ordini ai suoi Chierici
2. Padri e Dottori confermano che il Sacerdote deve essere un cielo tersissimo

V. NATURA DELLA SANTITÀ SACERDOTALE
1. In che consiste la santità – Il fondamento voluto da Cristo sta proprio nelle virtù «passive»
2. La «condicio sine qua non» è l'abnegazione di sé – Condanna dei metodi propri nel mondo

VI. DALLA SANTITÀ I FRUTTI DEL MINISTERO
1. L'abnegazione di sé e la vita interiore sono però male intese se trascurano i gravi doveri di apostolico ministero
2. La base insostituibile: la santità e l'unione con Dio
3. L'unica scienza che vale – L'esempio del Santo Curato d'Ars

VII. IL SUSSIDIO DELLA PREGHIERA
1. La preghiera indispensabile sussidio della santità – Esempio e precetti di Cristo
2. Il pericolo dell'abitudine e del ridurre le preghiere – Il continuo bisogno di preghiera per sé e per il popolo

VIII. NECESSITÀ DELLA MEDITAZIONE
1. Necessità e vantaggi provenienti dalla meditazione
2. La meditazione salvaguardia del fervore e contro i pericoli del mondo

IX. DANNI DEL TRASCURARE LE MEDITAZIONI
1. Triste quadro dei danni che nascono in chi trascurasse la meditazione
2. Da respingersi l'eventuale scusa o vano pretesto di essere troppo assorbito nell'azione
3. Gravi conseguenze per chi mostrasse disprezzo della preghiera

X. ECCITAMENTI ALLA MEDITAZIONE
1. La meditazione, segreto per operare con criterio e zelo
2. Mediti su Cristo chi è «alter Christus»

XI. UTILITÀ DELLE SACRE LETTURE
1. Utilità della lettura spirituale soprattutto delle Sacre Scritture
2. I santi libri sono veri amici
3. Guardarsi da letture non ben discriminate

XII. L'ESAME DI COSCIENZA
1. Non si ometta l'esame di coscienza

XIII. PATERNI LAMENTI
1. Grande frutto se si usasse in questo esame la premura che pongono gli uomini nei loro affari
2. L'esame costante e ben fatto rinvigorisce l'anima, trascurato la mette in pericolo
3. Danni di chi trascurasse la frequente confessione
4. Nulla più lacrimevole della corruzione dei buoni

XIV. DOVERI ATTUALI
1. In tempi tristi il sacerdote deve splendere nella virtù
2. Ubbidienza inconcussa ai Vescovi e alla Sede Apostolica
3. Splenda la carità per tutti: ma speciale e zelante essa sia per i giovinetti
4. La carità della Chiesa non conosce limiti, né teme per le persecuzioni

XV. SUSSIDI DELLA GRAZIA
1. Sussidi della grazia sacerdotale: gli esercizi spirituali e il ritiro mensile
2. Vantaggi delle Mutue e più ancora dei Convegni e Unioni del Clero
3. Auspicabile e fruttuosa la vita in comune del clero

XVI. FAUSTI VOTI
1. Ardenti preghiere per il Clero
2. Ringraziamenti per il suo Giubileo – Ricambio per «Mariam, Reginam Cleri» – Benedizione finale